# Pasedan
Pasedan is een bestuurslaag in het regentschap Rembang van de provincie Midden-Java, Indonesië. Pasedan telt 3620 inwoners (volkstelling 2010).